# Tadeusz Borkowski (duchowny)
Tadeusz Jan Borkowski (ur. 27 stycznia 1922 w Oszmianie, zm. 10 lipca 2001 w Olsztynie) – polski duchowny rzymskokatolicki, proboszcz parafii katedralnej w Olsztynie, wikariusz generalny diecezji warmińskiej.

## Życiorys

### Rodzina. Młodość. Nauka
Był synem Bronisława (ziemianina i przemysłowca, właściciela folwarku, młyna, tartaku i elektrowni, a także organisty w Oszmianie) oraz Weroniki z Kluków, siostry Ludwika Kluka, proboszcza w Starych i Nowych Trokach. Miał dwoje rodzeństwa - siostrę Krystynę i brata Bogumiła. Nauki początkowe pobierał w domu, w latach 1931-1937 uczęszczał do Gimnazjum Państwowego w Oszmianie, przez kolejne dwa lata do tamtejszego Liceum Humanistycznego, gdzie złożył egzamin dojrzałości. Należał do harcerstwa. We wrześniu 1939 rozpoczął studia na Wydziale Rolniczym Uniwersytetu Stefana Batorego w Wilnie, które przerwało zamknięcie uczelni przez Litwinów w grudniu 1939. Razem z bratem walczył przez pewien czas w szeregach partyzantki AK-owskiej (brat zginął), pracował również w folwarku ojca.
1 października 1944 podjął studia we wznawiającym działalność Wileńskim Rzymskokatolickim Seminarium Duchownym; zostało ono zamknięte po kilku miesiącach i w maju 1945 Borkowski przeniósł się do Krakowa, gdzie odbył roczny nowicjat w zakonie dominikanów. We wrześniu 1946 powrócił na studia w seminarium archidiecezji wileńskiej, przeniesionego w międzyczasie do Białegostoku. W 1948 wystąpił do administratora diecezji warmińskiej ks. Teodora Benscha o przeniesienie na Warmię, w związku z osiedleniem się rodziców w Ełku (Bronisław Borkowski został tam organistą). Zgodę uzyskał, ale nauki nie kontynuował w olsztyńskim seminarium „Hosianum”, gdyż z kolei został skierowany do Lubelskiego Seminarium Duchownego (blisko współpracującego z Wydziałem Teologicznym Katolickiego Uniwersytetu Lubelskiego). Pracę magisterską z historii Kościoła przygotowywał pod kierunkiem ks. Mieczysława Żywczyńskiego (tematem był napis nagrobny biskupa Hieropolis Abercjusza z II wieku). Święcenia kapłańskie przyjął 25 czerwca 1950 w katedrze w Lublinie z rąk biskupa Piotra Kałwy. Wśród wyświęconych razem z nim kapłanów był młodszy o pięć lat Julian Wojtkowski, późniejszy biskup pomocniczy warmiński.

### Pierwsze lata pracy kapłańskiej
Po święceniach kapłańskich przystąpił do pracy duszpasterskiej w diecezji warmińskiej. Mszę prymicyjną odprawił w prokatedrze olsztyńskiej 26 czerwca 1950. W sierpniu 1950 pracował jako wikariusz w Olsztynku, a następnie został prefektem Państwowego Gimnazjum i Liceum Komunikacyjnego w Olsztynie. 1 stycznia 1951 objął jednocześnie obowiązki wikariusza parafii katedralnej św. Jakuba w Olsztynie. W październiku 1956 został przeniesiony do odległych od Olsztyna Galin, gdzie jako administrator parafii zajmował wprawdzie samodzielne stanowisko, ale według ks. Jana Rosłana przeniesienie to było przede wszystkim formą kary ze strony administratora kapitulnego diecezji ks. Stefana Biskupskiego - ks. Biskupski, który jako rządca diecezji współpracował z władzami państwowymi, organizował m.in. jubileusz 10-lecia Stowarzyszenia PAX, a ks. Borkowski odmówił wzięcia udziału w uroczystości. Niebawem po wydarzeniach października 1956 doszło do kolejnej zmiany rządcy diecezji; Stefana Biskupskiego zastąpił biskup Tomasz Wilczyński, który sprowadził w czerwcu 1957 Borkowskiego z powrotem do Olsztyna, mianując go referentem ds. nauczania w Kurii Biskupiej. W sierpniu 1961 Borkowski został notariuszem kurii.
Latem 1961 po raz pierwszy podjęto próbę mianowania ks. Borkowskiego na proboszcza olsztyńskiej parafii katedralnej. Dotychczasowy proboszcz Stanisław Chrzanowski, kanonik rzeczywisty kapituły warmińskiej, zmarł nagle w Sopocie 27 czerwca 1961. Zgodnie z przepisami kuria zgłosiła zamiar nominacji ks. Borkowskiego władzom państwowym; sprzeciw zgłosił Wydział ds. Wyznań przy Prezydium Wojewódzkiej Rady Narodowej w Olsztynie, co skutecznie zablokowało nominację. Na czele parafii stanął przeszło 70-letni ks. Antoni Jagłowski, dawny ojciec duchowny olsztyńskiego seminarium, a ks. Borkowskiemu, zgodnie z częstą praktyką w przypadkach zablokowanych nominacji, ponownie powierzono obowiązki wikariusza przy katedrze. W sierpniu 1962 Borkowski został kanonikiem rzeczywistym kapituły warmińskiej, zajmując miejsce zmarłego Józefa Łapota. W marcu 1968 wszedł w skład Diecezjalnej Komisji Liturgicznej.

### Proboszcz katedry olsztyńskiej
W 1969 ks. Antoni Jagłowski ukończył 78 lat i w sierpniu tegoż roku przeszedł na emeryturę. Biskup Józef Drzazga ponownie zgłosił kandydaturę ks. Borkowskiego na stanowisko proboszcza (w uzasadnieniu biskup podkreślał, że Borkowski jest kanonikiem, co miało szczególne znaczenie przy obsadzie prestiżowej katedralnej parafii) i ponownie została ona odrzucona przez władze na szczeblu wojewódzkim. Kandydat znany był z bezkompromisowej postawy wobec władz, a trzy lata wcześniej był zatrzymany przez milicję w trakcie transportu kopii obrazu Matki Boskiej Częstochowskiej z Jasnej Góry na uroczystości milenijne do Fromborka. Tym razem jednak decyzja lokalna została uchylona przez władze w Warszawie po odwołaniu biskupa Drzazgi i Borkowski objął parafię. Pozostał na jej czele przez 28 lat (przeszedł na emeryturę w czerwcu 1997), był jednym z najdłużej pełniących funkcję proboszczów przy katedrze olsztyńskiej - po kanoniku Augustynie Karau, którego 32-letnie zwierzchnictwo przypadło na lata 1865-1897. Wraz z nominacją na proboszcza 
ks. Borkowski objął funkcję dziekana dekanatu Olsztyn-Południe, zakończył natomiast pracę w kurii na stanowisku referenta ds. nauczania.

#### Remont katedry
Jako proboszcz ks. Borkowski prowadził działalność na wielu płaszczyznach - duszpasterstwa, kultury, ale zajmował się też licznymi pracami remontowymi katedry. W okresie jego proboszczowania świątynia odzyskała dawny gotycki charakter. Już 21 grudnia 1969 poświęcony został przez biskupa Drzazgę nowy, marmurowy ołtarz według projektu Augusta Klimkowskiego, przystosowany do standardów Soboru Watykańskiego II (starania o ten ołtarz podjął już proboszcz Jagłowski). Szereg prac remontowych przeprowadzono w związku z przypadającym w 1980 600-leciem katedry. W 1970 dokonana została naprawa wieżyczek. W latach 1972–1974 wymieniono stare sosnowe ławki na dębowe, według projektu Antoniego Pospieszalskiego; dodano również taborety dla kapłanów i asysty, a prezbiterium wzbogaciło się, dzięki darowi rektora „Hosianum” ks. Władysława Turka, o 18 ław dla alumnów. W lipcu 1972 wymieniono posadzkę katedry. W latach 1972–1976 wstawione zostały witraże o tematyce biblijnej, zaprojektowane przez Hannę Szczypińską. W lipcu 1976 przebudowane zostało prezbiterium (według projektu prof. Władysława Pieńkowskiego), które powiększono, zmieniono wystrój, a także przesunięto ołtarze Matki Boskiej Ostrobramskiej i św. Józefa. W 1978 wyremontowane zostały katedralne organy. W 1981 pojawiła się nowa instalacja elektryczna, zainstalowano lampy oświetleniowe przy świątyni, a wewnątrz nowe żyrandole i kinkiety zaprojektowane i wykonane przez Wacława Szconia. W 1984 wnętrze katedry uzupełniono o nowe obrazy. Wykonywane były także liczne prace konserwatorskie, m.in. latem 1982 gruntownie odmalowano wnętrze kościoła. W okresie proboszczowania ks. Borkowskiego katedra wzbogaciła się ponadto o dwa nowe ołtarze - Matki Boskiej Różańcowej i Matki Boskiej Częstochowskiej.

#### Praca duszpasterska
Borkowski uchodził za sumiennego, skromnego i zasadniczego duszpasterza. Dbał o bliski kontakt z parafianami, wizyty duszpasterskie odbywał przez cały rok, kontynuując wprowadzony przez poprzednika zwyczaj kolędy „bezpieniężnej”. W czasie tych wizyt pomagał parafianom w rozwiązywaniu problemów życiowych, starał się ratować rozpadające się rodziny, wskazywał drogi wyjścia z nałogów, wspierał materialnie. Szczególnie znany był z posługi sakramentu namaszczenia chorych i spowiedzi. We wspomnieniu pośmiertnym na łamach „Posłańca Warmińskiego” biskup Julian Wojtkowski określił ks. Borkowskiego mianem „męczennika konfesjonału”, wskazując na 51-letnią posługę olsztyńskiego proboszcza, rozpoczętą w 1950 - młody ksiądz został wówczas spowiednikiem alumnów „Hosianum” i działalności tej nie przerwał nawet w czasie półrocznej pracy w Galinach. Studenci „Hosianum” nadali mu przydomek „Vianney”, nawiązujący do osoby wyniesionego na ołtarze francuskiego proboszcza Jana Marii Vianneya. W katedrze ks. Borkowski odprawiał regularnie msze południowe, wprowadził również codzienną adorację Najświętszego Sakramentu. Z dużym zaangażowaniem zajmował się opieką duszpasterską nad dziećmi. Pracy duszpasterskiej we wszystkich wspomnianych wyżej wymiarach nie zaprzestał po przejściu w stan spoczynku, w ostatnich latach życia podkreślając znaczenie i przygotowując parafian do roku jubileuszowego 2000.
Z inicjatywy Borkowskiego w parafii zaczęły działać chór parafialny oraz biblioteka, zasilana głównie ze zbiorów proboszcza. Był aktywnym promotorem prasy katolickiej, pozyskał wśród parafian wielu prenumeratorów „Tygodnika Powszechnego”, a później „L’Osservatore Romano” (dla dzieci sprowadzał „Małego Gościa Niedzielnego”). W październiku 1994 rozpoczął wydawanie miesięcznika parafialnego „Nasza Parafia”, w którym sam zamieszczał regularnie artykuły podpisane pseudonimem „Jakub”. Od początku istnienia wspierał Radio Maryja, dla którego pozyskiwał słuchaczy (aktywnie popierał budowę masztu antenowego pod Olsztynem), a kazania niedzielnych mszy południowych kierował do olsztyńskiej Rodziny Radia Maryja. Wielokrotnie gościł w parafii o. Tadeusza Rydzyka, który wziął później udział także w pogrzebie ks. Borkowskiego. Proboszcz był ponadto inicjatorem nawiązania współpracy z francuską parafią Compiegne.

#### Olsztyńskie Koncerty Organowe
W życiu kulturalnym Olsztyna Tadeusz Borkowski zapisał się przede wszystkim jako inicjator koncertów organowych. Pierwszy koncert miał miejsce 10 grudnia 1978, bezpośrednio po remoncie instrumentu, z udziałem prof. Feliksa Rączkowskiego. Impreza znalazła stałe miejsce w kalendarzu kulturalnym Olsztyna - latem 2006 miała miejsce 28. edycja.

### Ostatnie lata. Inne funkcje
W czerwcu 1991 spotkał proboszcza zaszczyt powitania goszczącego w Olsztynie papieża Jana Pawła II w drzwiach katedry (co nominalnie powinien uczynić prepozyt kapituły katedralnej). Rok później doczekał się podniesienia świątyni do rangi archikatedry (wraz z powołaniem metropolii warmińskiej), nie dożył natomiast nadania olsztyńskiej katedrze statusu bazyliki mniejszej (co nastąpiło w 2004). W 1996 ks. Borkowski otrzymał katolickie odznaczenie „Znak Solidarności”. Przypadły mu także inne godności kościelne - w październiku 1982 papieskiego prałata honorowego, w listopadzie 1996 protonotariusza apostolskiego (infułata). W kapitule katedralnej był od grudnia 1969 kanonikiem-penitencjarzem, a po ukończeniu 75. roku życia w styczniu 1997 - kanonikiem zasłużonym. W pracach Diecezjalnej Komisji Liturgicznej brał udział do grudnia 1976, dziekanem dekanatu Olsztyn-Południe był do października 1982. Był również członkiem Rady Wydawniczej Warmińskiego Wydawnictwa Diecezjalnego (od kwietnia 1986), członkiem Diecezjalnej Komisji Doktryny Wiary (1968-1978), a po przejściu na emeryturę członkiem komisji ds. święceń kapłańskich alumnów Hosianum i egzorcystą archidiecezjalnym. Wraz z przejściem w stan spoczynku w czerwcu 1997 otrzymał godność wikariusza generalnego, razem z władzą udzielania sakramentu bierzmowania oraz zadaniami katechumenatu, tj. przygotowywania dorosłych do sakramentów chrztu, bierzmowania i Eucharystii. Należał do Unii Apostolskiej Duchowieństwa Diecezjalnego, uczestniczył w corocznych, zamkniętych rekolekcjach tego zrzeszenia w Wyższym Seminarium Duchownym w Ołtarzewie. 
W 1975 obchodził jubileusz 25-lecia, a w 2000 50-lecia święceń kapłańskich. Tę ostatnią rocznicę uczcił mszą w wileńskiej Ostrej Bramie 25 czerwca 2000 (razem z biskupem Wojtkowskim). Był również w Wilnie na rocznicy święceń rok później; krótko po powrocie do Olsztyna doznał udaru mózgu (jeszcze w przeddzień odprawiając mszę w katedrze i spowiadając), zmarł po tygodniowym pobycie w szpitalu 10 lipca 2001. Pochowany został na cmentarzu komunalnym w Olsztynie (ul. Poprzeczna) w grobowcu rodzinnym (Kw. 33-1-4/5).

### Ks. Borkowski w odbiorze duchownych i wiernych
W liście do nuncjusza w Polsce arcybiskupa Józefa Kowalczyka z 1996, metropolita warmiński Edmund Piszcz przedstawiając ks. Borkowskiego do nominacji na protonotariusza apostolskiego, tak scharakteryzował kandydata: „Podczas 46 lat pracy kapłańskiej stał się w Olsztynie symbolem i legendą. Swą gorliwością w konfesjonale, troską pasterską o wiernych, których przez cały rok systematycznie wizytuje, stworzył atmosferę gorącego katolicyzmu”. Następca w olsztyńskiej katedrze ks. Andrzej Lesiński (były wicerektor seminarium „Hosianum”, doktor teologii moralnej) określił ks. Borkowskiego jako „księdza w starym stylu, zawsze blisko swoich parafian”, który „spalał się w pracy duszpasterskiej”. Podkreślał również, że Borkowski „zachowywał bardzo duży dystans od polityki. Nigdy nikt nie słyszał, żeby miał jakieś powiązania ze służbami specjalnymi. Pod tym względem był krystalicznie czysty”.
Mieszkańcy miasta wyróżnili dawnego proboszcza w 2003, przyznając mu pierwsze miejsce w plebiscycie „Gazety Olsztyńskiej” na „Olsztynianina 650-lecia” w roku jubileuszowym Olsztyna, w kategorii „postać działająca współcześnie”; wśród dawnych osobistości tytuł przypadł Mikołajowi Kopernikowi. Pojawiła się również inicjatywa nadania imienia ks. Borkowskiego jednej z ulic Olsztyna (do 2007 niezrealizowana). W 2007 parafianie wystąpili z inicjatywą beatyfikacji Borkowskiego, w styczniu tegoż roku w olsztyńskich kościołach odczytano wezwanie kurii biskupiej do składania świadectw świętości kandydata. Zarządzeniem zastępczym z 13 grudnia 2017 wojewoda Artur Chojecki przemianował olsztyńską ulicę Mariana Gotowca na ulicę ks. Tadeusza Borkowskiego.